# Jekaterina Lisina
Jekaterina Viktorovna Lisina (ryska: Екатерина Викторовна Лисина), född den 15 oktober 1987, är en rysk basketspelare som var med och tog OS-brons 2008 i Peking. Detta var andra gången i rad Ryssland tog bronsmedaljen i damklassen vid de olympiska baskettävlingarna.